# Xanthorhoe tannuensis
Xanthorhoe tannuensis är en fjärilsart som beskrevs av Louis Beethoven Prout 1924. Xanthorhoe tannuensis ingår i släktet Xanthorhoe och familjen mätare. Inga underarter finns listade i Catalogue of Life.